# Wei (astronomie chinoise - Sco)
Pour les articles homonymes, voir Wei.
Wei (chinois : 尾宿, pinyin : wěi xiù) est une loge lunaire de l'astronomie chinoise. Son étoile référente (c'est-à-dire celle qui délimite la frontière occidentale de la loge) est μ1 Scorpii. La loge occupe une largeur approximative de 18 degrés. L'astérisme associé à la loge contient, outre cette étoile, huit autres étoiles :
- ε Scorpii,
- μ1 Scorpii,
- ζ2 Scorpii,
- η Scorpii,
- θ Scorpii,
- ι1 Scorpii,
- κ Scorpii,
- λ Scorpii,
- υ Scorpii,

soit l'ensemble des étoiles formant la queue de la constellation occidentale du Scorpion.
En astrologie chinoise, cette loge est associée au groupe du dragon vert de l'est. 
Note : deux autres loges possèdent le nom Wei. Il s'agit d'une francisation identique de trois caractères chinois différents. Voir Wei (astronomie chinoise - Aqr) et Wei (astronomie chinoise - Ari).

## Source
- (en) Francis Richard Stephenson et David A. Green, Historical supernovae and their remnants, Oxford, Oxford University Press, 2002, 252 p. (ISBN 0198507666), pages 18 et 185.